# Вангара
Вангара (вакоре, уангарабе) — субэтническая группа народа сонинке, традиционно вовлеченная в транссахарскую торговлю и распространение ислама в Западном и Центральном Судане. В Средние века вангара превратились в конфедерацию торговцев, контролировавших торговые пути и завладевших монополией в торговле золотом в областях, к югу от Сахары.

## Этническая история
Согласно Тарих ал-Судану, вангара выделились в субэтническую группу из малинке, на основе передаваемой из поколения в поколение профессии «торговцев, перевозящих золото из одной страны в другую».

## Торговля золотом
В городе Кумби-Сале, бывшей столице Ганы, вангара основали колонию.
С XII по XIV вв. вангара расширили контролируемую торговую сеть вплоть до озера Чад в Центральном Судане.
Земли моси
Вангара проникли на земли моси после захвата последними Валаты в начале XV в. Завязав торговлю с вангара (золото, соль и другие товары), моси приняли ислам.
Хаусаленд
Хроника Кано упоминает, что во время правления Мухамеда Румфы (1463-99) вангарава, численностью в 160 человек, прибыли в Кано и принесли ислам.
Движение вангара на юго-восток стало результатом нестабильного положения в стране Моси. Тогда Вангара направились в Сонгай (Кано в то время являлся данником Сонгая), приняли государственный язык и развили торговые связи между сонгай и хауса. Во время этого перехода вангара, возможно, разделились на две группы: одна направилась в Гобир, другая — в оазис Аир.
Помимо Кано и Гобира, вангара основали поселения в Кацине и Боргу. В Кацине вангара завязали кровные связи с правящей династией, и в 1492/3 году на престол взошёл вангара Мохамед Корау, первый сакри в городе-государстве, принявший ислам.